# Rolf Fuhlrott
Rolf Fuhlrott (* 19. August 1934 in Itzehoe; † 1. März 2015) war ein deutscher Bibliothekar (Direktor a.D.) sowie Experte für Bibliotheksbauplanung und Fachautor. Er war langjähriger Chefredakteur der von ihm mitgegründeten bibliothekarischen Fachzeitschrift B.I.T.online.

## Leben
Rolf Fuhlrott studierte Bauingenieurwesen an der Universität Karlsruhe und schloss 1961 als Diplom-Ingenieur ab. Nach seinem Studium arbeitete er zunächst bis 1968 in verschiedenen Ingenieurbüros für Brückenbau und Straßenplanung. Danach wechselte er als Wissenschaftlicher Mitarbeiter an die Universitätsbibliothek Karlsruhe und begann eine Ausbildung als Wissenschaftlicher Bibliothekar, die er nach einem Referendariat 1971 mit dem Zweiten Staatsexamen am Bibliothekar-Lehrinstitut an der Universität zu Köln abschloss.
Anschließend war er als Fachreferent für Architektur, Bauwesen und Kunstgeschichte an der Universitätsbibliothek Karlsruhe tätig, wo er zunächst zum Abteilungsleiter für das Bibliothekssystem der Universität und 1975 zum Stellvertretenden Direktor berufen wurde. Im gleichen Jahr promovierte er mit einer Arbeit über historische Architektur-Zeitschriften an der Universität Karlsruhe zum Dr.-Ing.
Fuhlrott beschäftigte sich aufgrund seiner Herkunft aus dem Bauwesen insbesondere mit Fragen der Planung und des Baus von Bibliotheken, machte zahlreiche Studienreisen zu markanten Bibliotheksbauten des In- und Auslandes und entwickelte sich zum Experten auf diesem Gebiet. Er wurde alsbald in verschiedene Fachgremien berufen; so wurde er 1972 Mitglied der Baukommission des späteren Deutschen Bibliotheksinstituts (DBI) und 1975 deren Vorsitzender. 1977 wurde Fuhlrott in die Section on Library Buildings and Equipment der International Federation of Library Associations and Institutions (IFLA) berufen, 1978 in den Lenkungsausschuss des Normenausschusses „Bibliotheks- und Dokumentationswesen“ des Deutschen Instituts für Normung (DIN) und 1982 in die Arbeitsgruppe „Bibliotheken“ des Wissenschaftsrates.
Er spezialisierte sich zunehmend auf das Gebiet der Bibliotheksbauplanung und gab sein Wissen mit zahlreichen Vorträgen, Lehraufträgen und mehr als 100 Publikationen weiter. Fuhlrott war unter anderem 1981/82 Mitbegründer und von 1982 bis 1997 Mitherausgeber der bibliothekarischen Fachzeitschrift ABI Technik. 1998 war er Mitbegründer der B.I.T.online – Zeitschrift für Bibliothek, Information und Technologie, war danach deren Mitherausgeber und von 1998 bis 2008 deren Chefredakteur. 2011 beendete er seine Funktionen bei dieser Zeitschrift.
Fuhlrott schied 1990 aus Altersgründen aus dem Bibliotheksdienst aus und war danach als Berater und Gutachter für Bibliotheksbauplanung tätig. Ab 2011 war er Mitglied der Friedrich-Weinbrenner-Gesellschaft und bemühte sich um Erhaltung des Erbes in Karlsruhe und Baden dieses Baumeisters des Klassizismus. Zur gleichen Zeit begann er seine Mitarbeit bei der Zeitschrift Badische Heimat, in der er regelmäßig über badische Themen schrieb.

## Publikationen (Auswahl)
Autorenschaft
- Informationsbedarf und Informationsgewohnheiten von Ingenieurwissenschaftlern. Eine empirische Untersuchung an der Fakultät Bauingenieurwesen der Universität Karlsruhe (TH). Greven, Köln 1971, ISBN 3-7743-0538-2 (Arbeiten aus dem Bibliothekar-Lehrinstitut des Landes Nordrhein-Westfalen, Nr. 38).
- Deutschsprachige Architektur-Zeitschriften. Entstehung und Entwicklung der Fachzeitschriften für Architektur in der Zeit von 1789–1918. Mit Titelverzeichnis und Bestandsnachweisen. Verlag Dokumentation, München 1975, ISBN 3-7940-3653-0 (zugleich Dissertation, Universität Karlsruhe 1974).

Herausgeberschaft
- Inneneinrichtung von Bibliotheken. Tagung vom 9. November 1977. Haus der Technik Essen. Vulkan-Verlag Classen, Essen 1978, ISBN 3-8027-0398-7 (Vortragsveröffentlichungen, Nr. 398).
- Das Buch und sein Haus. Reichert, Wiesbaden, ISBN 3-88226-065-3 (mit: Bertram Haller; Festschrift, Zusatztitel: „Gerhard Liebers gewidmet zur Vollendung des 65. Lebensjahres am 23. Mai 1979“). Mehrteiliges Werk:
  - Bertram Haller (Hrsg.): Erlesenes aus der Welt des Buches. Gedanken, Betrachtungen, Forschungen. Reichert, Wiesbaden 1979, ISBN 3-88226-066-1 (Bd. 1; deutsch und englisch).
  - Rolf Fuhlrott (Hrsg.): Vom Bauen neuerer Bibliotheken. Erinnerungen, Erfahrungen, Planungen. Reichert, Wiesbaden 1979, ISBN 3-88226-067-X (Bd. 2; deutsch, englisch und französisch).
- Bibliotheksbau heute. Überarbeitete und ergänzte Fassung der Vortragsfolge vom Januar und Februar 1980 aus Anlass des Wettbewerbs für den Neubau der Badischen Landesbibliothek in Karlsruhe. Klostermann, Frankfurt am Main 1981, ISBN 3-465-01467-7 (Zeitschrift für Bibliothekswesen und Bibliographie, Sonderheft 33).
- Library interior layout and design. Proceedings of the seminar, held in Frederiksdal, Denmark, June 16–20, 1980. Saur, München 1982, ISBN 3-598-20386-1 (International Federation of Library Associations and Institutions, IFLA publications, Nr. 24; englisch).
- Speicherbibliotheken. Bau – Organisation – Planung. Deutsches Bibliotheksinstitut, Berlin 1982, ISBN 3-87068-819-X (mit: Peter Schweigler; dbi-Materialien, Nr. 19).
- Bibliotheksneubauten in der Bundesrepublik Deutschland. 1968–1983. Klostermann, Frankfurt am Main 1983, ISBN 3-465-01567-3 (Zeitschrift für Bibliothekswesen und Bibliographie, Sonderheft 39).
- Bau- und Nutzungsplanung von wissenschaftlichen Bibliotheken. 1. Auflage. Beuth, Berlin 1988, ISBN 3-410-12076-9 (mit: Robert K. Jopp; Deutsches Institut für Normung, DIN-Fachbericht, Nr. 13).
- Neues für Bibliotheken, Neues in Bibliotheken. Dinges und Frick, Wiesbaden 2006, ISBN 3-934997-14-7 (B.I.T.online Innovativ, Bd. 12).